# Hotel Phoenicia
Hotel Phoenicia, poprzednio nazywany Le Méridien Phoenicia – jest to 5–gwiazdkowy hotel we Florianie na Malcie. Budynek w stylu Art déco zbudowany został w latach 30. XX wieku, hotel w nim oddano do użytku w listopadzie 1947 roku. Jest uważany za jeden z najwyższej klasy hoteli na Malcie.

## Historia

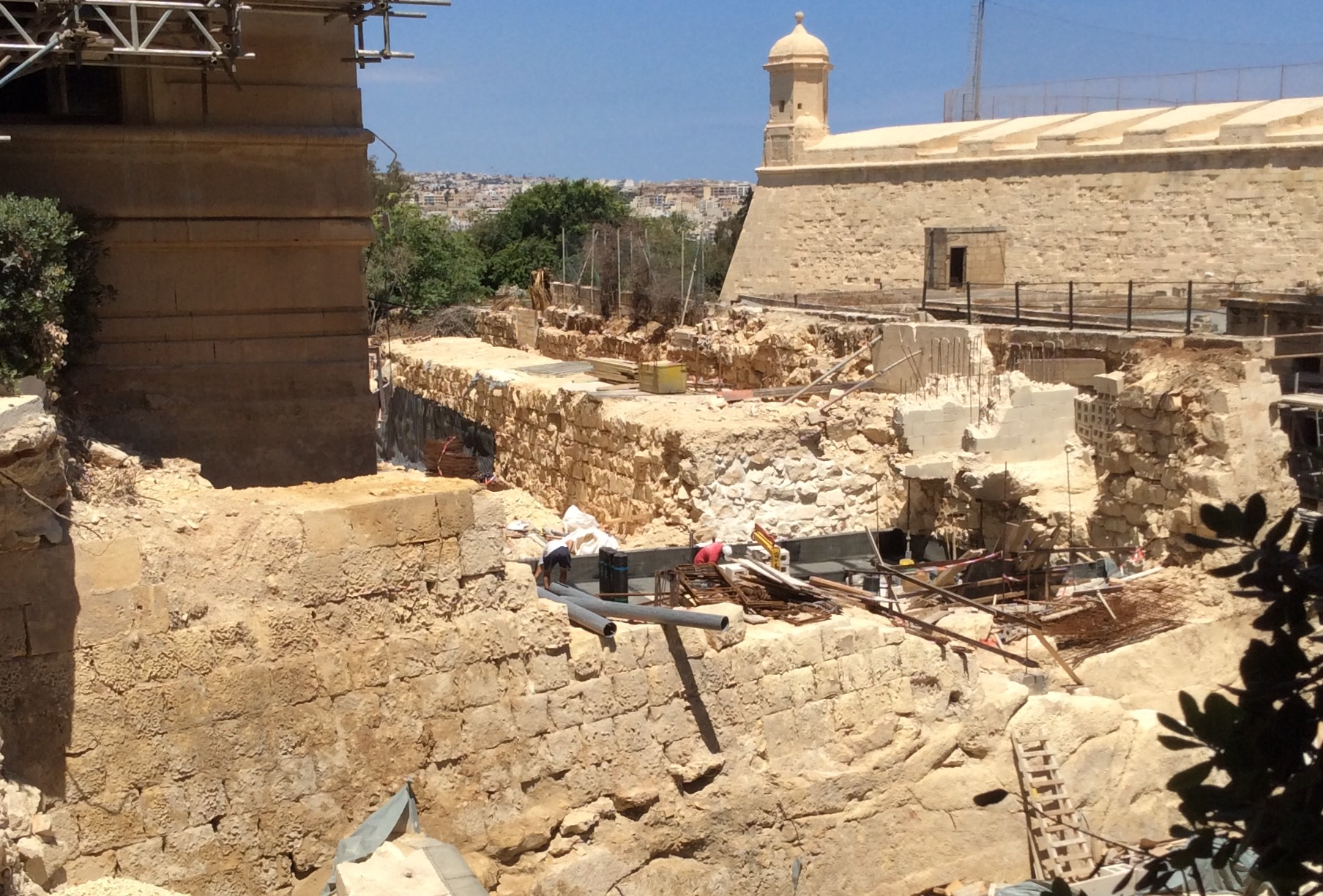
Elementy starych fortyfikacji, na których hotel jest częściowo posadowiony, odkryte podczas jego remontu

Hotel Phoenicia znajduje się w granicach miasta Floriana, tuż za murami miasta stołecznego Valletty, w pobliżu Fontanny Trytona oraz głównej bramy Valletty. Został zbudowany na miejscu zbiórki żołnierzy (place-of-arms), które było częścią fortyfikacji Valletty.
Plany budowy luksusowego hotelu poza Vallettą sięgają 1935 roku, już rok później szkocki architekt William Binnie otrzymał zlecenie na projekt budynku. Budowę wkrótce rozpoczęto, i w roku 1939 była już prawie zakończona. Z wybuchem II wojny światowej ukończona część budynku została zajęta przez armię brytyjską, i przeznaczona na użytek personelu Royal Air Force. 27 kwietnia 1942 roku hotel, w wyniku bombardowania lotniczego, doznał znacznych zniszczeń. Odbudowa zniszczonych części budynku rozpoczęła się w roku 1944, a w kwietniu 1948 została całkowicie zakończona.

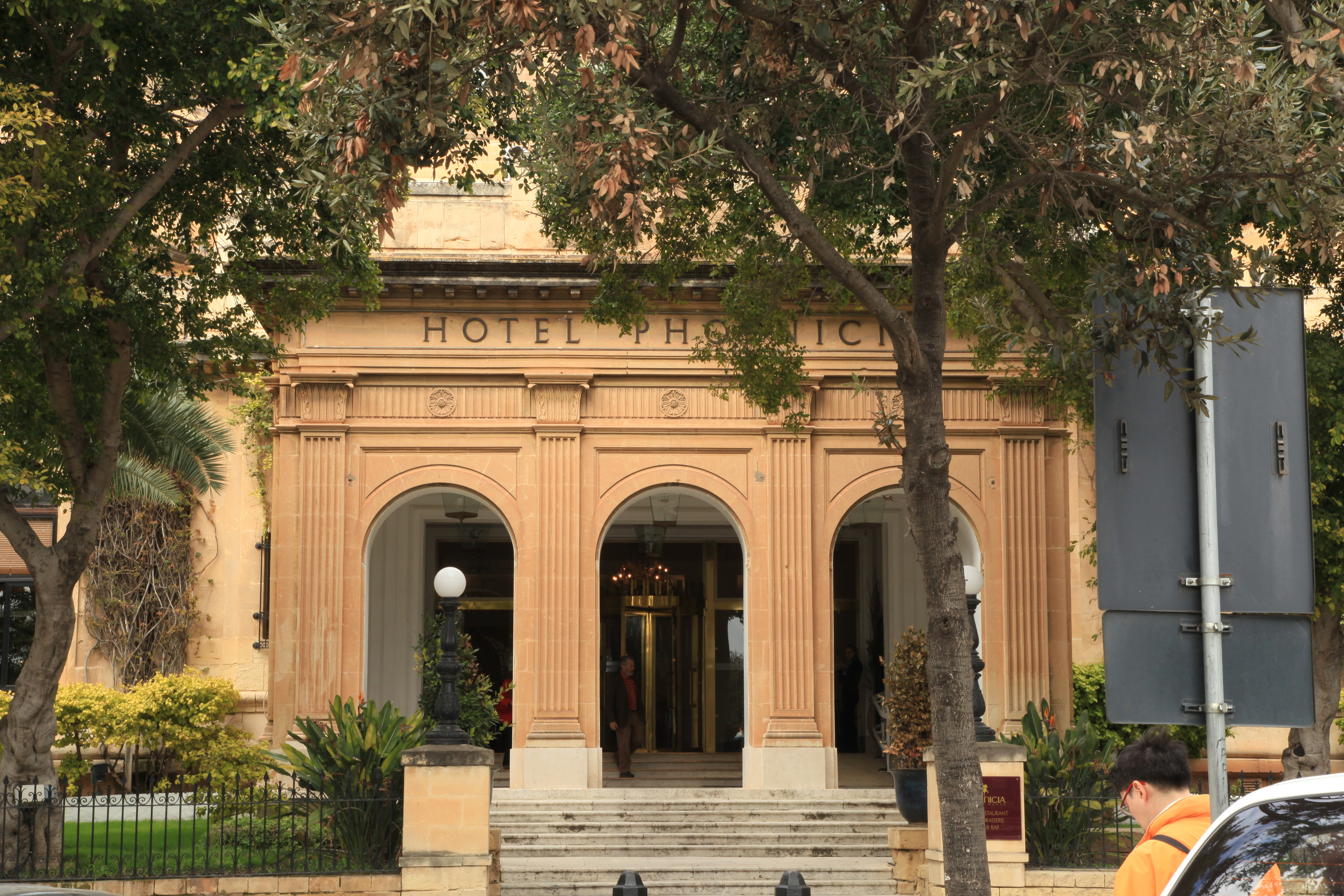
Główne wejście do hotelu Phoenicia

Hotel został oficjalnie otwarty w listopadzie 1947 roku. Na ceremonię inauguracyjną przybyła lady Margaret Strickland (żona sir Geralda Stricklanda), arcybiskup Mikiel Gonzi oraz gubernator Francis Campbell. Niektóre z oficjalnych uroczystości, związanych z niepodległością Malty w roku 1964, miały miejsce w hotelu. W roku 1966 hotel został kupiony przez Charlesa Forte, w latach 1968–1970 został odnowiony. Późniejsze modyfikacje, w tym dobudowanie kolejnego piętra, zostały przeprowadzone w latach 1990–1994.
8 listopada 1997 roku, w następstwie zakupu przez Forte'a sieci Le Méridien, hotel przemianowano na Le Méridien Phoenicia. Pod koniec roku 2006 został wystawiony na sprzedaż, i w roku 2007 kupiła go irlandzka firma Heuston Hospitality, która przywróciła hotelowi nazwę Phoenicia Hotel Malta. Pod koniec 2012 roku nowym właścicielem hotelu została Hazeldane Group.

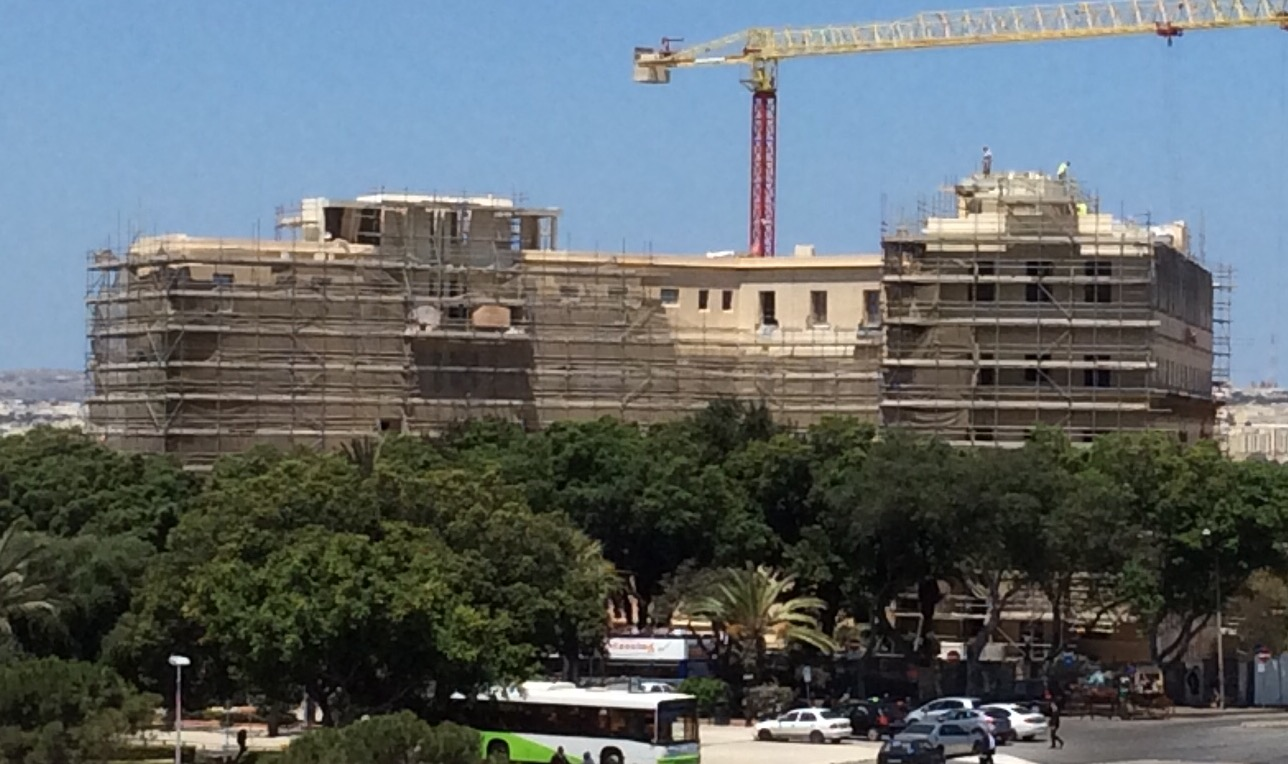
Odnawianie i dobudowywanie kolejnego piętra w hotelu (2016)

Od listopada 2015 do 15 kwietnia 2017 roku, prawie rok dłużej niż planowano, hotel był zamknięty i przechodził generalną odnowę wartą 15 milionów €.
Przez wszystkie lata działalności hotel Phoenicia przyjął wielu dystyngowanych gości, w tym królową Elżbietę II, księcia Filipa, Edwinę Mountbatten, Aleca Guinnessa, Jeffreya Huntera, Gérarda Depardieu, Olivera Reeda, Dereka Jacobi, Joaquina Phoenixa i Arnolda Schwarzeneggera.

## Architektura
Hotel Phoenicia jest przykładem architektury Art déco, zbudowany jest z maltańskiego wapienia i posiada kilka elementów, charakterystycznych dla maltańskiej architektury. Budynek ma kształt litery „V”, a na jego terenach znajdują się rozległe ogrody.
Budynek jest na liście Malta Environment and Planning Authority.